# Gonzalo Navarro Sánchez
Gonzalo Navarro ( 1955 ) es un botánico y destacado fitogeógrafo español.
Es doctor en Biología por la Universidad Complutense de Madrid. Especialista en Geobotánica, Fitosociología, Ecología Vegetal y Cartografía de la Vegetación. Desde 1989 reside y trabaja en Bolivia, investigando y publicando numerosos trabajos científicos sobre la vegetación de Bolivia y países adyacentes. Ha producido varios libros y el Mapa de Vegetación de Bolivia a escala 1:2500. Actualmente es docente de la Universidad Católica Boliviana.

## Algunas publicaciones
- Navarro, G; S Arrazola; C Antezana; E Saravia; M Atahuachi. 1996. Series de vegetación de los Valles Internos de los Andes de Cochabamba (Bolivia). Rev. Bol. Ec.Cons.Amb. N.º 1:1. 3 pp.
- Navarro, G. 1997. Contribución a la clasificación ecológica y florística de los bosques de Bolivia. Rev.Bol.Ec.Cons.Amb. N.º 2. 3 pp.
- Navarro, G; W Ferreira. 2000. Caracterización ecológica y biodiversidad de la cuenca oeste del río Ichilo (Cochabamba, Bolivia). Rev.Bol.Ec.Cons.Amb. N.º 7:1. 3 pp.
- Antezana, C; R Barco; G Navarro. 2003. Comunidades de malezas del Valle de Cochabamba. Rev.Bol.Ec.Cons.Amb. N.º 14. 19 pp.
- Josse, C; G Navarro; P Comer; R Evans; D Faber-Lagendoen; M Fellows; G Kittel; S Menard; M Pyne; M Reid; K Schulz; K Snow; J Teague. 2003. Ecological Systems of Latin America and the Caribbean: A Working Classification of Terrestrial Systems. Nature Serve. Arlington, VA.
- Navarro, G; W Ferreira. 2007. Mapa de Vegetación de Bolivia a escala 1:250.000. The Nature Conservancy (TNC). Ed. digital. Santa Cruz de la Sierra. ISBN 978-99954-0-168-9
- Navarro, G; N. De la Barra, E. Gitia y M. Maldonado. 2011. Propuesta metodológica para la clasificación de los humedales altoandinos en Bolivia. Rev. Bol. Ecol. y Cons. Amb. 29: 1-22.
- Maldonado, M.; G. Navarro, F. Acosta, X. Aguilera, N. De la Barra, M. Cadima, J. Coronel, E. Fernández, W. Ferreira y E. Goitia. 2012. Humedales y Cambio Climático en los Altos Andes de Bolivia. ULRA/UMSS/ASDI. Cochabamba. 40 pp.

### Libros
- Navarro Sánchez, G. 1997. Sinopsis de la vegetación del departamento de Santa Cruz, Bolivia. Rev.Bol.Ec.Cons.Amb. N.º 2 Vol. 1. 38 pp.
- Navarro, G. 1997. Sinopsis de la vegetación del departamento de Santa Cruz, Bolivia. Rev.Bol.Ec.Cons.Amb. N.º 2:5. 38 pp.
- De La Barra, N; M Atahuachi; C Antezana; G Navarro. 1999. Vegetación acuática y palustre del valle central de Cochabamba. Rev.Bol.Ec.Cons.Amb. N.º 6:7. 65 pp.
- Navarro, G. 1999. Aproximación a la tipificación biogeográfico-ecológica de los sistemas acuáticos y palustres de Bolivia. Rev.Bol.Ec.Cons.Amb. N.º 6:10. 95 pp.
- Navarro, G; A Fuentes. 1999. Geobotánica y Sistemas Ecológicos de paisaje en el Gran Chaco de Bolivia. Rev.Bol.Ec.Cons.Amb. N.º 5:3. 25 pp.
- Bruckner, A; G Navarro; W Ferreira. 2000. Evolución del paisaje y alternativas de ordenamiento sostenible (Chapare, Cochabamba, Bolivia). Rev.Bol.Ec.Cons.Amb. N.º 7:4. 47 pp.
- Antezana, C; M Atahuachi; S Arrázola; E Fernández; G Navarro. 2000. Ecología y biogeografía del género Prosopis (mimosaceae) en Bolivia. Rev.Bol.Ec.Cons.Amb. N.º 8:3 . 25 pp.
- Navarro, G; M Maldonado. 2002. Geografía Ecológica de Bolivia. Vegetación y Ambientes Acuáticos. Ed. Centro de Ecología Simón I. Patiño. Cochabamba, Bolivia. 719 pp. ISBN 9990502250
- 2004. Bio-corredor Amboró Madidi: zonificación ecológica. Ed. FAN. 216 pp. ISBN 9990566291
- Josse, C; G Navarro, F Encarnación; A Tovar; P Comer; W Ferreira; F Rodríguez; J Saito; J Sanjurjo; J Dyson; E Rubin de Celis; R Zárate; J Chang; M Ahuit; C Vargas; F Paredes; W. CASTRO, J. MACO Y F. Reátegui. 2007. Sistemas Ecológicos de la Cuenca Amazónica de Perú y Bolivia. Clasificación y mapeo. Nature Serve. Arlington, Virginia. 94 pp.
- Navarro, G. Clasificación  de la Vegetación de Bolivia. Editorial Centro de Ecología Difusión Simón I. Patiño. Santa Cruz. 713pp.
- Navarro, G., L.F. Aguirre y M. Maldonado (eds.). 2005. Biodiversidad, Ecología y Conservación en el Valle Central de Cochabamba. Centro de Biodiversidad y Genética (CBG), Universidad Mayor de San Simón. Cochabamba. 300pp. ISBN 9789997453839

- La abreviatura «G.Navarro» se emplea para indicar a Gonzalo Navarro Sánchez como autoridad en la descripción y clasificación científica de los vegetales.[1]